# ポール・マホーム
ポール・ガーナー・マホーム（Paul Gurner Maholm, 1982年6月25日 - ）は、アメリカ合衆国ミシシッピ州グリーンウッド出身の元プロ野球選手（投手）。左投左打。

## 経歴

### プロ入り前
2000年のMLBドラフトでミネソタ・ツインズから17巡目（全体492位）指名されたが、契約せずミシシッピ州立大学へ進学。

### パイレーツ時代
2003年のMLBドラフトでピッツバーグ・パイレーツから1巡目（全体8位）指名され、7月9日に契約。A-級ウィリアムズポート・クロスカッターズで8試合に登板し、2勝1敗・防御率1.83だった。
2004年はA+級リンチバーグ・ヒルキャッツで8試合に登板し、1勝3敗・防御率1.84だった。7月からはルーキー級ガルフ・コーストリーグ・パイレーツでプレー。3試合に登板後、8月にA級ヒッコリー・クロウダッズへ昇格し、1試合に登板した。
2005年はAA級アルトゥーナ・カーブで開幕を迎え、16試合に登板。6勝2敗・防御率3.20だった。7月にはフューチャーズゲームに選出され、AAA級インディアナポリス・インディアンスへ昇格。6試合に登板し、1勝1敗、防御率3.52だった。8月27日にパイレーツとメジャー契約を結び、8月30日のミルウォーキー・ブルワーズ戦で先発起用されメジャーデビュー。8回を4安打無失点に抑え、メジャー初勝利を挙げた。この年は6試合に登板し、3勝1敗、防御率2.18だった。
2006年2月24日にパイレーツと1年契約に合意し、開幕ロースター入りした。この年は先発ローテ3番手として30試合に登板し、8勝10敗、防御率4.76だった。
2007年3月7日にパイレーツと1年契約に合意。4月24日のヒューストン・アストロズ戦ではメジャー初完封を記録した。この年は29試合に登板し、自身初の二桁勝利となる10勝を挙げたが、チーム最多の15敗を喫し、防御率は5.02だった。
2008年3月10日にパイレーツと1年契約に合意。この年は9勝に終わり、2年連続の2桁勝利はならなかったが、登板した全31試合で5回以上を投げ、投球回は200の大台を上回った。チーム防御率が5.46とリーグワーストとなるなど、投手陣が総崩れとなったが、急成長したマホームに対し、ジョン・ラッセル監督は「ポールはウチの投手陣で最も成長しているよ。グラウンドだけでなく、私生活から先発ごとに準備をしているのも素晴らしい」と絶賛した。
2009年1月30日に総額1450万ドルの3年契約（2012年・975万ドルの球団オプション付き）を結んだ。この年は31試合に登板し、8勝9敗・防御率4.44だった。
2010年はチーム最多の32試合に先発し、9勝15敗・防御率5.10だった。
2011年は例年通り先発ローテーションに定着していたが、8月19日に左肩の故障で15日間の故障者リスト入りし、9月6日に60日間の故障者リストへ異動した。この年は26試合に登板したが、6勝（14敗）にとどまり、防御率は3.66だった。複数年契約を結んだ2009年からの3年間は合計で89試合に登板したが、23勝38敗と大きく負け越し、防御率は4.43と期待を大きく裏切ったため、オフの10月31日に2012年の球団オプションを破棄され、FAとなった。

### カブス時代
2012年1月10日にシカゴ・カブスと475万ドルの1年契約（2013年・650万ドルのオプション付き）を結んだ。開幕後は21試合に登板し、9勝6敗、防御率3.74だった。

### ブレーブス時代
2012年7月31日にアローディス・ビスカイーノ、ジェイ・チャップマンとのトレードで、リード・ジョンソンと共にアトランタ・ブレーブスへ移籍した。移籍後は11試合に登板し、4勝5敗、防御率3.54だった。この年は5年ぶりに二桁勝利となる自己最多の13勝（11敗）を挙げた。オフの10月30日に2013年・650万ドルの球団オプションが行使された。
2013年は開幕後20試合に登板していたが、7月22日に左手首の故障で15日間の故障者リスト入りした。8月22日復帰。この年は26試合に登板し、10勝11敗、防御率4.41だった。オフの10月31日にFAとなった。

### ドジャース時代
2014年2月8日にロサンゼルス・ドジャースと150万ドル+出来高の1年契約に合意した。開幕後は先発として登板していたが、ドジャースにはクレイトン・カーショウ、ザック・グレインキー、ダン・ヘイレン、ジョシュ・ベケット、柳賢振とリーグ屈指の先発陣を擁していたため、5月からリリーフに転向。しかし8月2日に右の前十字靭帯断裂で15日間の故障者リスト入りし、8月4日に60日間の故障者リストへ異動した。そのまま、シーズンを終えた。オフに、契約満了でFAとなった。

### ドジャース退団後
2015年2月1日にシンシナティ・レッズとマイナー契約を結んだ。3月30日に解雇となる。

## 詳細情報

### 年度別投手成績
| 年 度      | 球 団      | 登 板 | 先 発 | 完 投 | 完 封 | 無 四 球 | 勝 利 | 敗 戦 | セ 丨 ブ | ホ 丨 ル ド | 勝 率 | 打 者 | 投 球 回 | 被 安 打 | 被 本 塁 打 | 与 四 球 | 敬 遠 | 与 死 球 | 奪 三 振 | 暴 投 | ボ 丨 ク | 失 点 | 自 責 点 | 防 御 率 | W H I P |
| ---------- | ---------- | ----- | ----- | ----- | ----- | -------- | ----- | ----- | -------- | ----------- | ----- | ----- | -------- | -------- | ----------- | -------- | ----- | -------- | -------- | ----- | -------- | ----- | -------- | -------- | ------- |
| 2005       | PIT        | 6     | 6     | 0     | 0     | 0        | 3     | 1     | 0        | 0           | .750  | 168   | 41.1     | 31       | 2           | 17       | 0     | 3        | 26       | 0     | 0        | 10    | 10       | 2.18     | 1.16    |
| 2006       | PIT        | 30    | 30    | 0     | 0     | 0        | 8     | 10    | 0        | 0           | .444  | 788   | 176.0    | 202      | 19          | 81       | 6     | 12       | 117      | 3     | 1        | 98    | 93       | 4.76     | 1.61    |
| 2007       | PIT        | 29    | 29    | 2     | 1     | 1        | 10    | 15    | 0        | 0           | .400  | 765   | 177.2    | 204      | 22          | 49       | 3     | 6        | 105      | 5     | 0        | 110   | 99       | 5.02     | 1.42    |
| 2008       | PIT        | 31    | 31    | 1     | 0     | 0        | 9     | 9     | 0        | 0           | .500  | 853   | 206.1    | 201      | 21          | 63       | 2     | 9        | 139      | 2     | 1        | 89    | 85       | 3.71     | 1.28    |
| 2009       | PIT        | 31    | 31    | 0     | 0     | 0        | 8     | 9     | 0        | 0           | .471  | 836   | 194.2    | 221      | 14          | 60       | 4     | 6        | 119      | 11    | 1        | 102   | 96       | 4.44     | 1.44    |
| 2010       | PIT        | 32    | 32    | 1     | 1     | 1        | 9     | 15    | 0        | 0           | .375  | 840   | 185.1    | 228      | 15          | 62       | 2     | 9        | 102      | 2     | 0        | 119   | 105      | 5.10     | 1.56    |
| 2011       | PIT        | 26    | 26    | 1     | 1     | 1        | 6     | 14    | 0        | 0           | .300  | 687   | 162.1    | 160      | 11          | 50       | 6     | 8        | 97       | 3     | 0        | 72    | 66       | 3.66     | 1.29    |
| 2012       | CHC        | 21    | 20    | 0     | 0     | 0        | 9     | 6     | 0        | 0           | .600  | 503   | 120.1    | 115      | 12          | 34       | 2     | 10       | 81       | 4     | 0        | 51    | 50       | 3.74     | 1.24    |
| 2012       | ATL        | 11    | 11    | 1     | 1     | 1        | 4     | 5     | 0        | 0           | .444  | 283   | 68.2     | 63       | 8           | 19       | 1     | 1        | 59       | 1     | 0        | 29    | 27       | 3.54     | 1.19    |
| '12計      | ATL        | 32    | 31    | 1     | 1     | 1        | 13    | 11    | 0        | 0           | .542  | 786   | 189.0    | 178      | 20          | 53       | 3     | 11       | 140      | 5     | 0        | 80    | 77       | 3.67     | 1.22    |
| 2013       | ATL        | 26    | 26    | 0     | 0     | 0        | 10    | 11    | 0        | 0           | .476  | 670   | 153.0    | 167      | 17          | 47       | 3     | 10       | 105      | 3     | 0        | 82    | 75       | 4.41     | 1.41    |
| 2014       | LAD        | 30    | 8     | 0     | 0     | 0        | 1     | 5     | 0        | 0           | .167  | 311   | 70.2     | 82       | 8           | 28       | 3     | 3        | 34       | 2     | 1        | 44    | 38       | 4.84     | 1.56    |
| 通算：10年 | 通算：10年 | 273   | 250   | 6     | 4     | 4        | 77    | 100   | 0        | 0           | .435  | 6704  | 1556.1   | 1676     | 149         | 510      | 32    | 77       | 984      | 36    | 4        | 806   | 744      | 4.30     | 1.41    |

- 2014年度シーズン終了時

### 背番号
- 30 (2005年)
- 28 (2006年 - 2012年途中、2013年)
- 17 (2012年途中 - 同年終了)
- 46 (2014年 - 同年途中)
- 47 (2014年途中 - 同年終了)